# Tanetpaschai
Tanetpaschai (demotisch Tapaschai) ist eine altägyptische Göttin, die erst seit der griechisch-römischen Zeit belegt ist. Sie wurde als spätere Gattin des Gottes Tithoes verehrt. Tanetpaschai wurde ikonografisch entweder mit Straußenfeder zwischen einem Rindergehörn beziehungsweise über der Hathorkrone oder mit roter Krone mit darüberliegender Hathorkrone und Straußenfeder dargestellt.
Der römische Kaiser Domitian ließ im ersten Jahrhundert n. Chr. zu Ehren von Tithoes seinen einzigen Tempel in der Oase Dachla westlich von Ismant el-Charab im antiken Kellis errichten. Daneben existierte ein kleiner Schrein zu Ehren von „Neith als Mutter von Tithoes“ und Tanetpaschai.  